# Parc culturel de l'Atlas saharien
Le Parc culturel de l'Atlas saharien (ONPCAS) (en arabe : الديوان الوطني للحظيرة الثقافية للأطلس الصحراوي) est un espace naturel protégé algérien. Il est géré par l'Office national du parc culturel de l'Atlas saharien. Il a été créé par décret exécutif n°09-407 du 29 novembre 2009, par décret exécutif n°08-157 du 28 mai 2008, conformément à la loi 98-04 du 15 juin 1998 relative à la protection du patrimoine culturel.